# مکالی کالکین
مکالی کارسن کالکین (انگلیسی: Macaulay Carson Culkin؛ زادهٔ ۲۶ اوت ۱۹۸۰) بازیگر و موسیقیدان آمریکایی است. کالکین که یکی از موفق‌ترین بازیگران کودک دهه ۱۹۹۰ محسوب می‌شود.
کالکین با بازی در نقش کوین مک‌کالیستر در کمدی کریسمس تنها در خانه (۱۹۹۰) شناخته شد و در فیلم تنها در خانه ۲: گمشده در نیویورک (۱۹۹۲) دوباره این نقش را بازی کرد. او موفقیت خود را با فیلم دختر من (۱۹۹۱)، فیلم هیجان‌انگیز روان‌شناختی پسر خوب (۱۹۹۳) و فیلم‌های کمدی کنار آمدن با بابا و ریچی ریچ (هر دو در سال ۱۹۹۴) بیشتر کرد. او از سال ۱۹۹۵ وقفه‌ای گرفت و با فیلم زندگینامه ای درام مهمانی هیولا (۲۰۰۳) به بازیگری بازگشت. کالکین در فیلم‌های مستقل نجات‌یافته! (۲۰۰۴) و سکس و صبحانه (۲۰۰۷) و دو پروژه از آدام گرین: فراری اشتباه (۲۰۱۱) و علاءالدین آدام گرین (۲۰۱۶) ظاهر شد.

## اوایل زندگی
مکالی کارسون کالکین در ۲۶ اوت ۱۹۸۰ در محله منهتن نیویورک به دنیا آمد. نام او از نام مورخ بریتانیایی تامس ببینگتن مکولی نامگذاری شد. کالکین سومین فرزند از هفت فرزند کریستوفر «کیت» کالکین، بازیگر سابق تئاتر، و پاتریسیا برنتروپ، اهل داکوتای شمالی بود. مکالی سومین بچه در میان هفت فرزند خانواده است.
شش خواهر و برادر کالکین عبارتند از: شین (متولد ۱۹۷۶)، داکوتا (۲۰۰۸–۱۹۷۹)، کیرن (متولد ۱۹۸۲)، کوئین (متولد ۱۹۸۴)، کریستین (متولد ۱۹۸۷) و روری (متولد ۱۹۸۹)، او همچنین یک خواهر ناتنی به نام جنیفر آدامسون (۲۰۰۰–۱۹۷۰) از رابطه قبلی پدرش داشت. عمه او بانی بدیلیا نیز بازیگر است. کالکین تبار آلمانی، ایرلندی و نروژی دارد.

## اعتیاد
مکالی کالکین پس از شکست عشقی در دومین ازدواجش، به هروئین و الکل روی آورد. پزشکان اعلام کردند که بدن مکالی در حالت خطرناکی قرار دارد و اگر مواد را ترک نکند سرانجام باعث مرگ وی می‌شود. او سرانجام مواد را ترک کرد و بهبود یافت.

## حرفه
کالکین بازیگری را از چهار سالگی آغاز کرد. او در این سن بر روی صحنه ارکستر سمفونیک نیویورک ظاهر شد. او پس از آن در طول دهه هشتاد میلادی در چند نقش تئاتر و تلویزیون نقش‌آفرینی کرد. مکالی جدی‌ترین نقش‌اش در یک فیلم سینمایی را با بازی در فیلم عمو باک در سال ۱۹۸۹ شروع کرد و پس از آن با بازی موفق‌اش در فیلم‌های کمدی تنها در خانه (۱۹۹۰) و تنها در خانه ۲: گمشده در نیویورک (۱۹۹۲) به شهرت و محبوبیت رسید. او در چهارده سالگی به علت فشار کاری، از این حرفه خداحافظی کرد و چند سال بعد در سال ۲۰۰۳ و در ۲۳ سالگی به این حرفه بازگشت. او از دوستان صمیمی مایکل جکسون بود و حتی مدت زیادی را در خانه مایکل جکسون می‌گذراند و با او به تعطیلات می‌رفت. همین دوستی باعث حضورش در نماهنگ «سیاه یا سفید» مایکل جکسون شد.
او در دادگاه مایکل جکسون (۲۰۰۵) شهادت داد که در موارد بیشماری در تخت‌خواب مایکل خوابیده است و گفت که هیچگاه جکسون وی را مورد آزار و اذیت جنسی قرار نداده و حتی او را با قصد بد، لمس نکرده است. او اتهامات وارده به جکسون را «کاملاً مسخره» خواند.

## زندگی شخصی
کالکین در سال ۱۹۹۸ زمانی که هر دو ۱۸ ساله بودند، با بازیگر زن ریچل ماینر ازدواج کرد اما در سال ۲۰۰۰ از هم جدا شدند و در سال ۲۰۰۲ طلاق گرفتند.
کالکین از سال ۲۰۰۲ تا ۲۰۱۰ با بازیگر میلا کونیس رابطه داشت.
در سال ۲۰۱۷، کالکین با برندا سونگ، همبازی‌اش در صحنه فیلمبرداری فیلم تغییر زمین آشنا شد. اولین فرزند آنها، یک پسر، در ۵ آوریل ۲۰۲۱ به دنیا آمد.

## فیلم‌شناسی

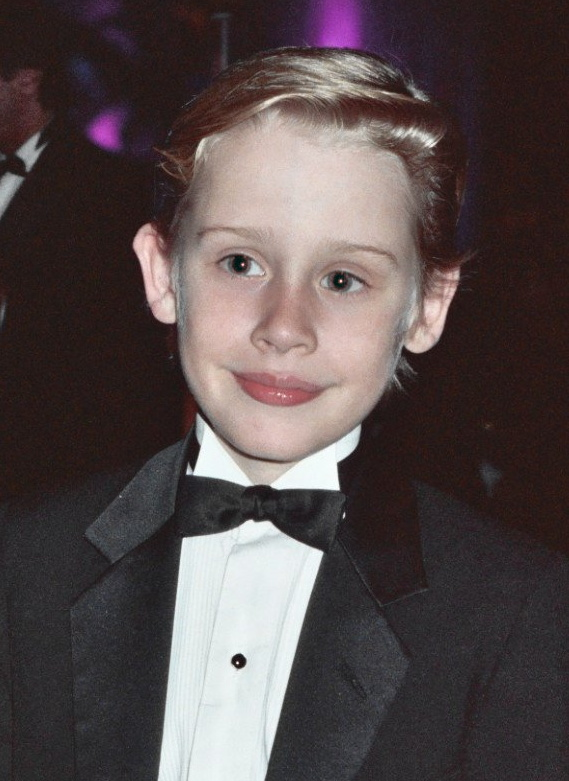
کالکین در سال ۱۹۹۱

| سال  | فیلم                             | نقش             |
| ---- | -------------------------------- | --------------- |
| ۱۹۸۵ | نمیه شب                          | هالوین کید      |
| ۱۹۸۸ | موشک جبل‌الطارق                   | سای بلو بلک     |
| ۱۹۸۸ | صبح تو را می‌بینم                 | بیلی لیوینگستون |
| ۱۹۸۹ | عمو باک                          | مایلز راسل      |
| ۱۹۸۹ | نردبان یعقوب                     | گیب سینگر       |
| ۱۹۹۰ | تنها در خانه                     | کوین مک‌کالیستر  |
| ۱۹۹۱ | تنهای بی‌کس                       | بیلی مالدون     |
| ۱۹۹۱ | دختر من                          | توماس جی سِنِت    |
| ۱۹۹۲ | تنها در خانه ۲: گمشده در نیویورک | کوین مک‌کالیستر  |
| ۱۹۹۳ | پسر خوب                          | هنری اونز       |
| ۱۹۹۳ | فندق‌شکن                          | شاهزاده فندق‌شکن |
| ۱۹۹۴ | گرفتن مانند پدر                  | تیمی گلیسِن      |
| ۱۹۹۴ | ارباب صفحات                      | ریچارد تایلر    |
| ۱۹۹۴ | ریچی ریچ                         | ریچی ریچ        |
| ۲۰۰۳ | گروه هیولا                       | مایکل الیگ      |
| ۲۰۰۴ | نجات‌یافته!                       | رولند           |
| ۲۰۰۴ | جروسیلمسکی سیندرام               | جان مک‌گاورن     |
| ۲۰۰۷ | سکس و صبحانه                     | جیمز هندرسون    |
| ۲۰۱۱ | فراری اشتباه                     | خودش            |
| ۲۰۱۵ | علاءالدین آدام گرین              | راف             |
| ۲۰۱۹ | تغییر زمین                       | ایان            |